# Sí, quiero (libro)
Sí, quiero es una novela romántica escrita por Florencia Canale y Dany Mañas publicada en 2014. Este libro retrata la evolución del matrimonio en Argentina a través de relatos que narran las historias de amor más famosas del país. Así mismo, plasma la trayectoria de los encuentros que se dieron entre las parejas argentinas más relevantes tanto a nivel histórico como contemporáneo. Entre las biografías sobresalientes se encuentran las de Mirtha Legrand y Daniel Tinayre, así como la de Palito Ortega y Evangelina Salazar.
Esta novela transita desde la creación del Registro Civil de la ciudad de Buenos Aires en el siglo XIX, los matrimonios más memorables por tratarse de parejas reconocidas por su vinculación y trascendencia dentro de la política, la literatura, la ciencia, las artes y el espectáculo de Argentina. El libro inicia con uno de los matrimonios más antiguos y emblemáticos entre Carlos Pellegrini y Carolina Lagos, y termina con el primer matrimonio igualitario en la ciudad de Buenos Aires entre Ernesto Larrese y Alejandro Vannelli.